# 平戸市

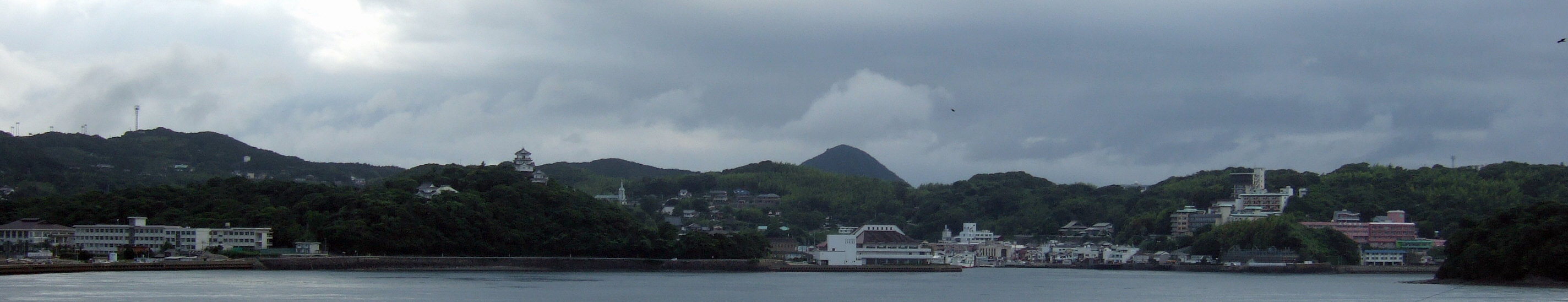
北松浦半島側から見た平戸市中心部

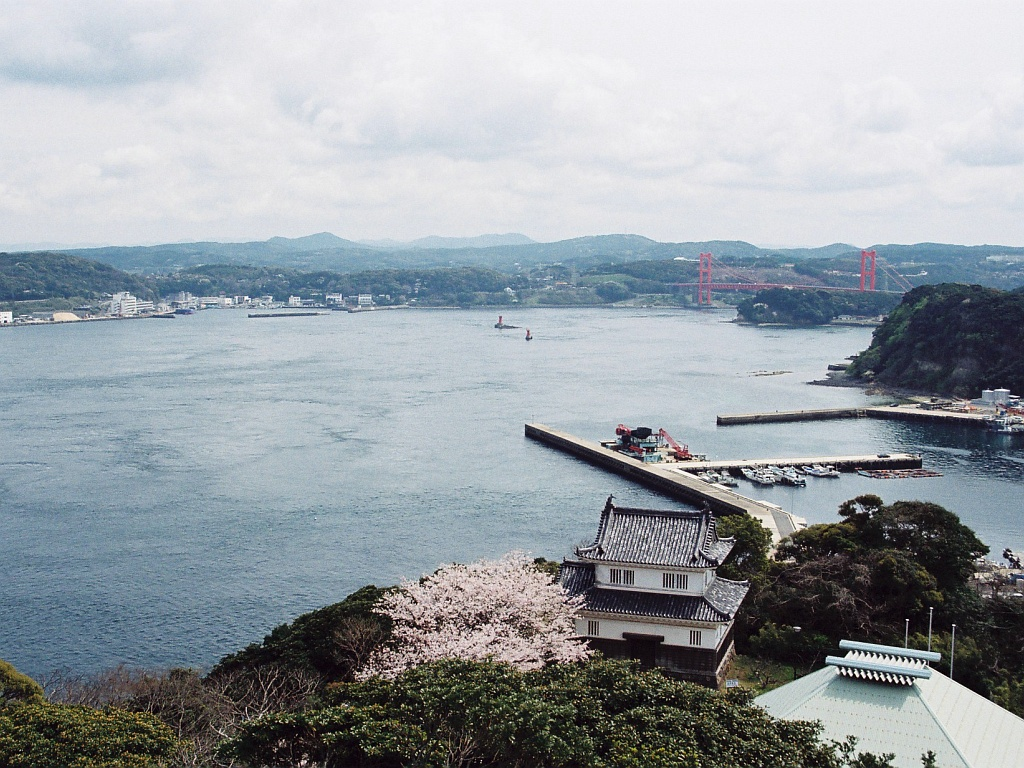
平戸城から見た平戸瀬戸（対岸が北松浦半島）

平戸市（ひらどし）は、長崎県の北西部、平戸島とその周辺を行政区域とする市。具体的には、平戸島、生月島（いきつきじま）、的山大島（あづちおおしま）、度島（たくしま）、高島の有人島と、九州本土に位置する田平地区、これらの周辺の島々からなる。
現在の平戸市は2005年10月1日に（旧）平戸市と周辺の北松浦郡田平町・生月町・大島村とが合併（新設合併）して発足したもので、市役所は旧平戸市役所の建物が引き続き使用されている。
平戸市は九州のほか本州・北海道・四国・沖縄本島を総称する日本本土において、本土内に領域を持ちながら行政中心地は島嶼部に所在する自治体のひとつである。これは他に山口県上関町、北海道浜中町の2つしかない。（旧）平戸市は平戸島および度島など離島のみを市域としていたが、九州本土側を町域としていた田平町が合併に加わったため現在の形となった。

## 地理

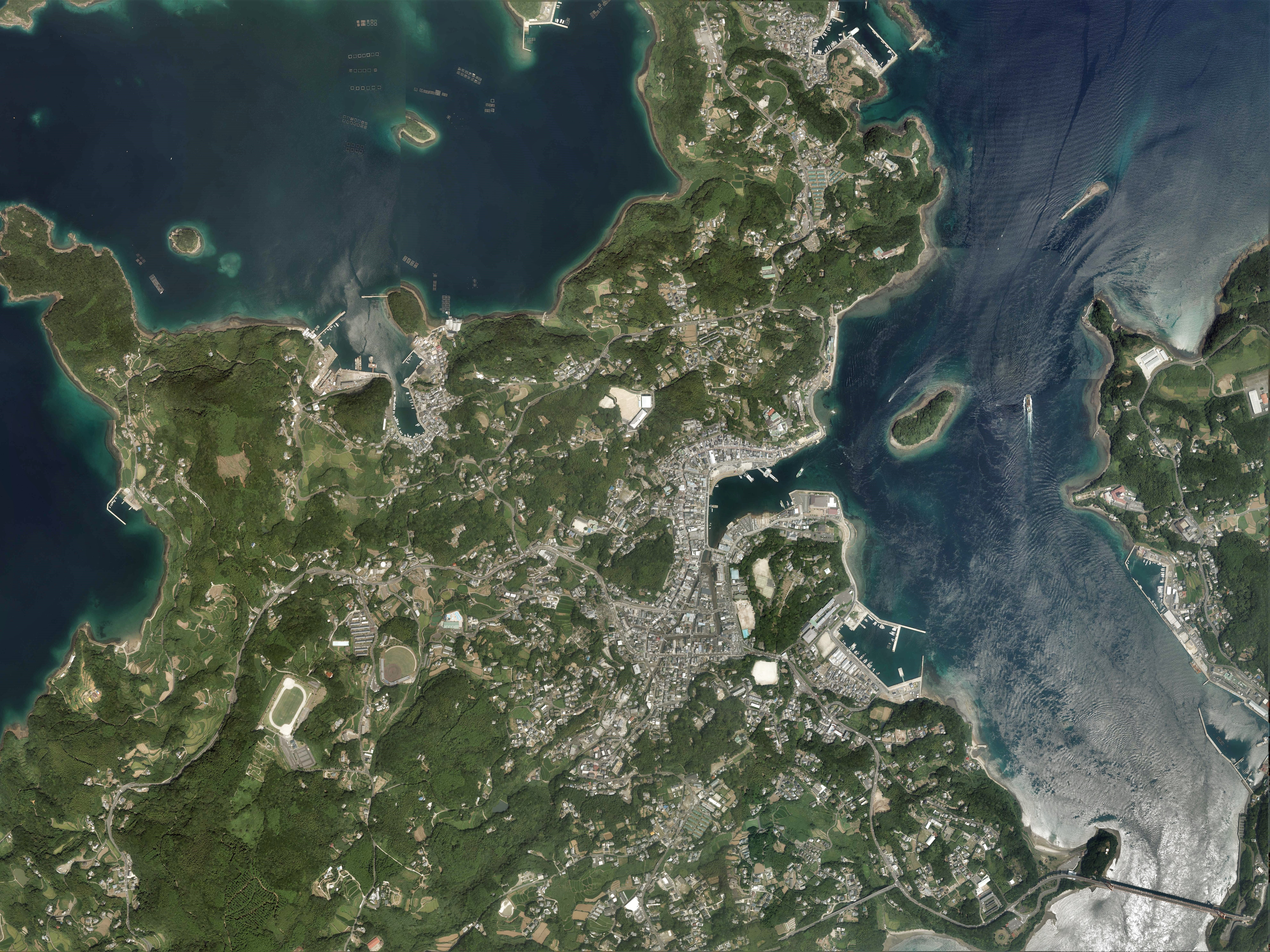
平戸市中心部周辺の空中写真。
2013年8月17日撮影の6枚を合成作成。。

平戸市は長崎県の北部、北松浦半島の北西端の地域、および同半島と平戸瀬戸を挟んで西向かいにある平戸島、そして平戸島の北西にある生月島、平戸島の真北にある度島、度島のさらに真北にある的山大島を主な市域とする。位置は佐世保市から北西約25km、長崎市から北北西約80kmの距離である。平戸大橋で九州本土と平戸島がつながり、生月大橋で平戸島と生月島がつながっている。
平戸島の西端部は九州の最西端である神崎鼻（旧北松浦郡 小佐々町）よりも西にあり、日本本土（北海道・本州・四国・九州）または日本本土との間を陸上交通のみで移動できる全地域の中で最も西にあたる。
- 山：安満岳・屏風岳・志々伎山・吹上山
- 河川：神曾根川・久吹川
- ダム：箕ノ坪ダム・久吹ダム

### 隣接している市町村
- 松浦市
- 佐世保市

### 気候
平戸市は九州地方の中でも典型的な海洋性気候であり、冬は温暖で夏も気温が上がりにくい。平年の真夏日は24.7日で冬日は2.3日しかなく、年較差・日較差は非常に小さい。猛暑日の観測例は1960年の1例しかなく、60年間以上も観測されていない。年降水量は多く2000mm以上に達するが、3分の1以上が梅雨の期間に集中している。
| 平戸特別地域気象観測所（平戸市岩の上町、標高58m）の気候 | 平戸特別地域気象観測所（平戸市岩の上町、標高58m）の気候 | 平戸特別地域気象観測所（平戸市岩の上町、標高58m）の気候 | 平戸特別地域気象観測所（平戸市岩の上町、標高58m）の気候 | 平戸特別地域気象観測所（平戸市岩の上町、標高58m）の気候 | 平戸特別地域気象観測所（平戸市岩の上町、標高58m）の気候 | 平戸特別地域気象観測所（平戸市岩の上町、標高58m）の気候 | 平戸特別地域気象観測所（平戸市岩の上町、標高58m）の気候 | 平戸特別地域気象観測所（平戸市岩の上町、標高58m）の気候 | 平戸特別地域気象観測所（平戸市岩の上町、標高58m）の気候 | 平戸特別地域気象観測所（平戸市岩の上町、標高58m）の気候 | 平戸特別地域気象観測所（平戸市岩の上町、標高58m）の気候 | 平戸特別地域気象観測所（平戸市岩の上町、標高58m）の気候 | 平戸特別地域気象観測所（平戸市岩の上町、標高58m）の気候 |
| 月                                                      | 1月                                                     | 2月                                                     | 3月                                                     | 4月                                                     | 5月                                                     | 6月                                                     | 7月                                                     | 8月                                                     | 9月                                                     | 10月                                                    | 11月                                                    | 12月                                                    | 年                                                      |
| ------------------------------------------------------- | ------------------------------------------------------- | ------------------------------------------------------- | ------------------------------------------------------- | ------------------------------------------------------- | ------------------------------------------------------- | ------------------------------------------------------- | ------------------------------------------------------- | ------------------------------------------------------- | ------------------------------------------------------- | ------------------------------------------------------- | ------------------------------------------------------- | ------------------------------------------------------- | ------------------------------------------------------- |
| 最高気温記録 °C （°F）                                  | 18.7 (65.7)                                             | 20.4 (68.7)                                             | 22.3 (72.1)                                             | 25.7 (78.3)                                             | 29.3 (84.7)                                             | 30.7 (87.3)                                             | 34.5 (94.1)                                             | 35.1 (95.2)                                             | 34.0 (93.2)                                             | 30.1 (86.2)                                             | 26.9 (80.4)                                             | 23.1 (73.6)                                             | 35.1 (95.2)                                             |
| 平均最高気温 °C （°F）                                  | 9.6 (49.3)                                              | 10.6 (51.1)                                             | 13.5 (56.3)                                             | 17.7 (63.9)                                             | 21.6 (70.9)                                             | 24.1 (75.4)                                             | 27.8 (82)                                               | 29.6 (85.3)                                             | 26.3 (79.3)                                             | 22.1 (71.8)                                             | 17.2 (63)                                               | 12.1 (53.8)                                             | 19.4 (66.9)                                             |
| 日平均気温 °C （°F）                                    | 7.0 (44.6)                                              | 7.6 (45.7)                                              | 10.3 (50.5)                                             | 14.2 (57.6)                                             | 18.0 (64.4)                                             | 21.1 (70)                                               | 25.1 (77.2)                                             | 26.5 (79.7)                                             | 23.5 (74.3)                                             | 19.2 (66.6)                                             | 14.2 (57.6)                                             | 9.3 (48.7)                                              | 16.3 (61.3)                                             |
| 平均最低気温 °C （°F）                                  | 4.4 (39.9)                                              | 4.7 (40.5)                                              | 7.1 (44.8)                                              | 11.0 (51.8)                                             | 15.0 (59)                                               | 18.9 (66)                                               | 23.2 (73.8)                                             | 24.2 (75.6)                                             | 21.2 (70.2)                                             | 16.4 (61.5)                                             | 11.1 (52)                                               | 6.4 (43.5)                                              | 13.6 (56.5)                                             |
| 最低気温記録 °C （°F）                                  | −5.7 (21.7)                                             | −5.8 (21.6)                                             | −4.0 (24.8)                                             | 1.8 (35.2)                                              | 7.3 (45.1)                                              | 12.4 (54.3)                                             | 16.1 (61)                                               | 17.0 (62.6)                                             | 13.6 (56.5)                                             | 5.9 (42.6)                                              | 1.7 (35.1)                                              | −3.6 (25.5)                                             | −5.8 (21.6)                                             |
| 降水量 mm （inch）                                      | 84.9 (3.343)                                            | 93.6 (3.685)                                            | 148.7 (5.854)                                           | 189.0 (7.441)                                           | 198.4 (7.811)                                           | 319.0 (12.559)                                          | 345.7 (13.61)                                           | 289.1 (11.382)                                          | 223.5 (8.799)                                           | 116.6 (4.591)                                           | 112.3 (4.421)                                           | 85.3 (3.358)                                            | 2,206 (86.85)                                           |
| 平均降水日数 （≥0.5 mm）                                | 10.1                                                    | 9.4                                                     | 10.8                                                    | 10.7                                                    | 9.8                                                     | 13.6                                                    | 13.9                                                    | 11.0                                                    | 10.7                                                    | 7.8                                                     | 9.4                                                     | 10.1                                                    | 127.3                                                   |
| % 湿度                                                  | 65                                                      | 65                                                      | 69                                                      | 74                                                      | 79                                                      | 87                                                      | 89                                                      | 85                                                      | 81                                                      | 72                                                      | 69                                                      | 65                                                      | 75                                                      |
| 平均月間日照時間                                        | 94.0                                                    | 115.8                                                   | 157.7                                                   | 179.0                                                   | 194.3                                                   | 125.3                                                   | 146.9                                                   | 196.7                                                   | 158.9                                                   | 174.6                                                   | 132.8                                                   | 104.6                                                   | 1,777.7                                                 |
| 出典：気象庁 (平均値：1991年-2020年、極値：1940年-現在) |                                                         |                                                         |                                                         |                                                         |                                                         |                                                         |                                                         |                                                         |                                                         |                                                         |                                                         |                                                         |                                                         |

## 地域

### 人口
| |                                        |  |
| 平戸市と全国の年齢別人口分布（2005年） | 平戸市の年齢・男女別人口分布（2005年） |  |
| ■紫色 ― 平戸市 ■緑色 ― 日本全国 | ■青色 ― 男性 ■赤色 ― 女性              |  |
| 平戸市（に相当する地域）の人口の推移 \| 1970年（昭和45年） \| 55,661人 \| \| \| 1975年（昭和50年） \| 52,410人 \| \| \| 1980年（昭和55年） \| 50,849人 \| \| \| 1985年（昭和60年） \| 48,719人 \| \| \| 1990年（平成2年） \| 46,572人 \| \| \| 1995年（平成7年） \| 43,966人 \| \| \| 2000年（平成12年） \| 41,586人 \| \| \| 2005年（平成17年） \| 38,389人 \| \| \| 2010年（平成22年） \| 34,905人 \| \| \| 2015年（平成27年） \| 31,920人 \| \| \| 2020年（令和2年） \| 29,365人 \| \| |                                        |  |
| 総務省統計局 国勢調査より |                                        |  |
| 1970年（昭和45年） | 55,661人                               |  |
| 1975年（昭和50年） | 52,410人                               |  |
| 1980年（昭和55年） | 50,849人                               |  |
| 1985年（昭和60年） | 48,719人                               |  |
| 1990年（平成2年） | 46,572人                               |  |
| 1995年（平成7年） | 43,966人                               |  |
| 2000年（平成12年） | 41,586人                               |  |
| 2005年（平成17年） | 38,389人                               |  |
| 2010年（平成22年） | 34,905人                               |  |
| 2015年（平成27年） | 31,920人                               |  |
| 2020年（令和2年） | 29,365人                               |  |

### 地名
- 平戸市の地名を参照。

## 歴史
古代の遺構として市内には入口遺跡があるほか前方後円墳が2基ある。
飛鳥時代には遣隋使や遣唐使の寄港地として知られた。さらに16世紀にはポルトガル船が来航し、17世紀前半にはオランダやイギリスの商館が置かれた。また江戸時代後半には西海捕鯨の拠点であった。

### 近世以前
鎌倉時代
- 1191年（建久2年） - 明菴栄西が留学先の南宋から平戸島に帰着する。
  - 栄西は平戸滞在中に島内の冨春庵（現在の千光寺の場所）において日本で初めて禅宗を伝え、また庵裏山にこれも日本で初めて茶畑を作った。
- 1225年（元仁2年） - 松浦党の一族峯持（平戸松浦氏の祖）が小値賀から平戸に移り、館山（現在の松浦史料博物館裏山）に館を築く。

室町時代
- 1550年（天文19年） - 松浦隆信が南蛮貿易に進出、平戸港にポルトガルの貿易船が初めて入港。同年9月にはフランシスコ・ザビエルが平戸に来航し、キリスト教（カトリック）の布教を始める。
- 1561年（永禄4年） - 宮ノ前事件が発生、翌年からポルトガル船の貿易港が大村藩領の横瀬浦（現・西海市西海町横瀬）に替わる。

安土桃山時代
- 1584年（天正12年） - イスパニアの貿易船が入港。
- 1600年（慶長5年） - 松浦鎮信が徳川家康より6万3千石の領地を安堵され、平戸藩が確立。

江戸時代
- 1609年（慶長14年）- オランダが商館を設置。
- 1613年（慶長18年）- イギリスが商館を設置。
- 1615年（元和元年）- イギリス商館長リチャード・コックス、日本で初めてサツマイモを栽培する。（当時の沖縄にあった琉球王国では、それ以前の1605年に初めて栽培されたとされている）
- 1620年（元和6年）- 三浦按針（ウィリアム・アダムス）、平戸で病没。
- 1623年（元和9年） - イギリス商館閉鎖。
- 1641年（寛永18年）- オランダ商館が長崎の出島へ移転、平戸での南蛮貿易が終焉を迎える。
- 1707年（宝永4年）- 亀岡城（平戸城）が竣工する。

### 近現代
- 1871年（明治4年）- 廃藩置県により、平戸藩が平戸県となる。（のちに長崎県）
- 1880年（明治13年）- 旧平戸藩主松浦詮が、元の藩士等の子弟教育のため「猶興書院」を開く。現在の長崎県立猶興館高等学校の前身。
- 1949年（昭和24年）5月24日 - 昭和天皇の戦後巡幸のお召し列車が平戸口駅に2分間停車。駅前奉迎が行われた[4]。
- 1955年（昭和30年）- 旧松浦邸を改装した松浦史料博物館が開館する。
- 1969年（昭和49年）- 長崎国体相撲競技が行われ、臨席のため昭和天皇・香淳皇后が平戸を訪問。
- 1977年（昭和52年）4月4日 - 平戸大橋が開通し、平戸島と九州本土がつながる。
- 1991年（平成3年）7月30日 - 生月大橋が開通し、生月島と平戸島がつながる。
- 2015年（平成27年）8月1日 - 岩の上町に「平戸市未来創造館・COLAS（コラス）平戸」が開館[5]。
- 2018年（平成30年）6月30日 - 長崎と天草地方の潜伏キリシタン関連遺産がUNESCOの世界文化遺産に登録される[6]。構成資産の1つ「平戸の聖地と集落」が市内に所在[7]。

### 行政区域の変遷
- 1871年（明治4年）- 廃藩置県で平戸藩が廃され平戸県となり、さらに長崎県へ併合される。
- 1878年（明治11年）
  - 平戸村の一部（旧・平戸城下）が分立して平戸町となる。
  - 10月28日 - 郡区町村編制法の長崎県での施行により、現在の市域を含む松浦郡1町49村の区域に行政区画としての北松浦郡が発足。
- 1885年（明治18年） - 前津吉村の一部（黒島免）が分立して黒島村となる。（北松浦郡黒島村→佐世保市黒島免→現・佐世保市黒島町）
- 1889年（明治22年）4月1日 - 町村制施行により、北松浦郡のうち現在の市域にあたる以下の各町村が発足。
  - 平戸町（単独町制）
  - 平戸村（平戸村・度島村が合併）
  - 中野村（単独村制）
  - 獅子村（単独村制）
  - 紐差村（紐差村・宝亀村が合併）
  - 中津良村（単独村制）
  - 津吉村（古田村・前津吉村が合併）
  - 志々伎村（単独村制。浦志々伎村が改称）
  - 田平村（単独村制）
  - 南田平村（小手田村・下寺村が合併）
  - 生月村（生属村・山田村が合併）
  - 大島村（大島村・的山〔あづち〕村が合併）
- 1925年（大正14年）4月1日 - 平戸町と平戸村が新設合併し、新たに平戸町が発足。
- 1940年（昭和15年）4月17日 - 生月村が町制施行。生月町となる。
- 1954年（昭和29年）4月1日 - 田平村と南田平村が新設合併し、町制施行。田平町が発足。
- 1955年（昭和30年）
  - 1月1日 - 平戸町・中野村・獅子村・紐差村・中津良村・津吉村・志々伎村が新設合併し市制施行。平戸市（初代）が発足。
  - 4月15日 - 田平町のうち旧南田平村大字下寺の一部、末橘免が江迎町へ編入。（江迎町末橘免→現・佐世保市江迎町末橘）
- 2005年（平成17年）10月1日 - 平戸市・大島村・生月町・田平町が新設合併。新たに平戸市（現行）となる。大島村が消滅したことにより、長崎県には村が1つもなくなった。
- 2019年（平成31年・令和元年） 1月 - 西九州させぼ広域都市圏に参加。[8]

## 行政

### 市政

#### 市長
新設合併前
- 山鹿光世 - 1955年（昭和30年）2月 - 1963年（昭和38年）2月。2期8年。
- 青崎庄蔵 - 1963年（昭和38年）2月 - 1971年（昭和46年）2月。2期8年。
- 山鹿光世 - 1971年（昭和46年）2月 - 1983年（昭和58年）1月。3期12年。
- 油屋亮太郎 - 1983年（昭和58年）1月 - 1996年（平成8年）11月。4期約14年。
- 白濵信 - 1996年（平成8年）12月15日 - 2005年（平成17年）9月30日。3期約11年。

新設合併後
- 職務執行者：小濱賢一（旧大島村長）- 2005年（平成17年）10月1日 - 2005年（平成17年）11月6日。
- 初代：白濵信（旧平戸市長）- 2005年（平成17年）11月6日 - 2009年（平成21年）11月5日。1期4年。
- 第2代（現職）：黒田成彦（前長崎県議会議員）- 2009年（平成21年）11月6日就任。4期目[9]。

##### 市議会
- 平戸市議会 定員18[10]

#### 市役所
- 平戸市役所本庁
  - 中部出張所
  - 南部出張所
  - 度島連絡所
- 大島支所（旧大島村役場）
- 生月支所（旧生月町役場）
  - 舘浦出張所
- 田平支所（旧田平町役場）

#### 消防
- 平戸市消防本部平戸市消防署
  - 中津良出張所
  - 田平出張所
  - 生月出張所
  - 大島出張所

#### 医療
- 平戸市民病院
- 生月病院
- 診療所 - 大島診療所、度島診療所

### 県政

#### 県議会
- 長崎県議会
  - 平戸市選挙区 定員1

#### 県の出先機関
- 県北振興局（佐世保市）
  - 田平土木維持管理事務所（平戸市田平町）
  - 県北保健所（平戸市田平町）

#### 警察
- 長崎県警察
  - 平戸警察署

### 国政

#### 衆議院
- 任期 ： 2017年（平成29年）10月22日 - 2021年（令和3年）10月21日（「第48回衆議院議員総選挙」参照）

| 選挙区                                                                                        | 議員名   | 党派名     | 当選回数 | 備考   |
| --------------------------------------------------------------------------------------------- | -------- | ---------- | -------- | ------ |
| 長崎県第4区（平戸市、佐世保市（早岐・三川内・宮の各支所管内を除く）、松浦市、西海市、佐々町） | 北村誠吾 | 自由民主党 | 7        | 選挙区 |

## 姉妹都市・友好都市

### 国内
- 善通寺市（香川県）- 1985年7月姉妹都市提携

### 海外
- 南安市（中華人民共和国）- 1995年10月20日姉妹都市提携
- ノールトワイク市（オランダ王国）[11]- 2011年9月18日、当時のノールトワイケルハウト市と姉妹都市提携。2019年1月1日、ノールトワイケルハウト市がノールトワイク市に編入されたのにともない関係引き継ぎ。
- 台南市（台湾）- 2024年4月29日 - 友好交流協定

## 産業
平戸城下町の名所旧跡を中心としていた観光業は、平戸大橋開通前後のブームが過ぎてから一時沈滞していたが、観光資源の再開発や隣接地域との連携、体験型観光への対応を図っている。鉱工業はふるわず、農業及び漁業が重要な産業となっているものの、他産地との競争が激しく苦闘を強いられている。ふるさと納税制度に力を入れた結果、2014年度のふるさと納税制度の寄付申込額が14億円で日本一になった。市は、寄付額に応じてポイントを寄付者に付与し、ウチワエビ、平戸牛などの特典をカタログから選べる制度を導入した。しかし自治体間での競争が過度なものとなり制度が見直され2016年度は12億円程度となった。

### 名産品
- 農産品・海産品
  - あご（トビウオ）
  - ウチワエビ
  - ヒラメ
  - 平戸牛
- 加工品
  - カスドース
  - 牛蒡餅
  - スボかまぼこ - 川内町の特産品で、麦わらが植物性で水分を吸うためにかまぼこの長期保存に役立つとして、当初は地元産の麦わらで巻いた[13]。しかし、麦の作付け減少に伴う調達難の影響で、現在はぐるりとストローで巻いたかまぼことなっている[13]。
  - あごだしラーメン（1991年の生月大橋開通前後に生月町で営業を始めた店が発祥といわれている）

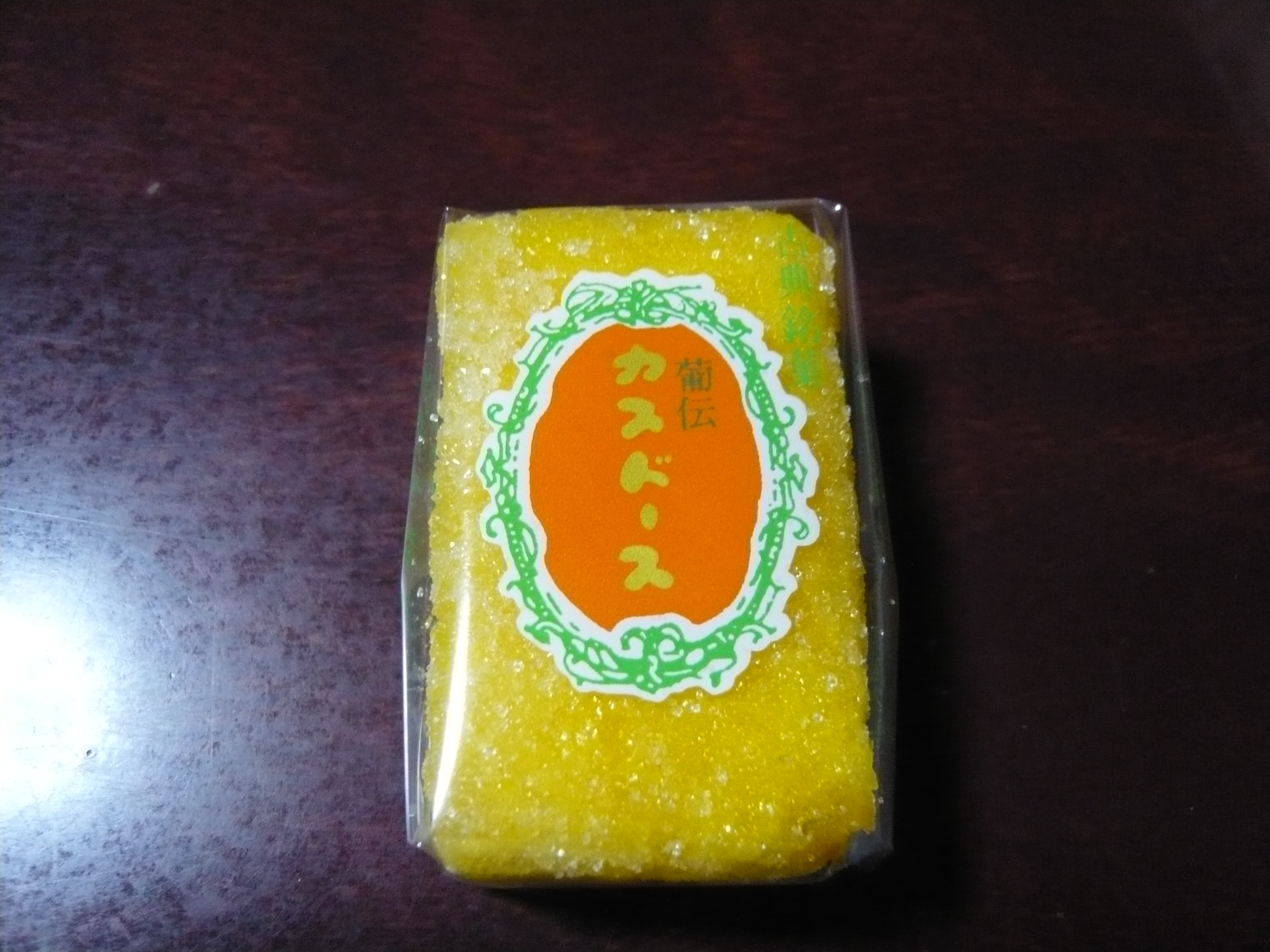
カスドース
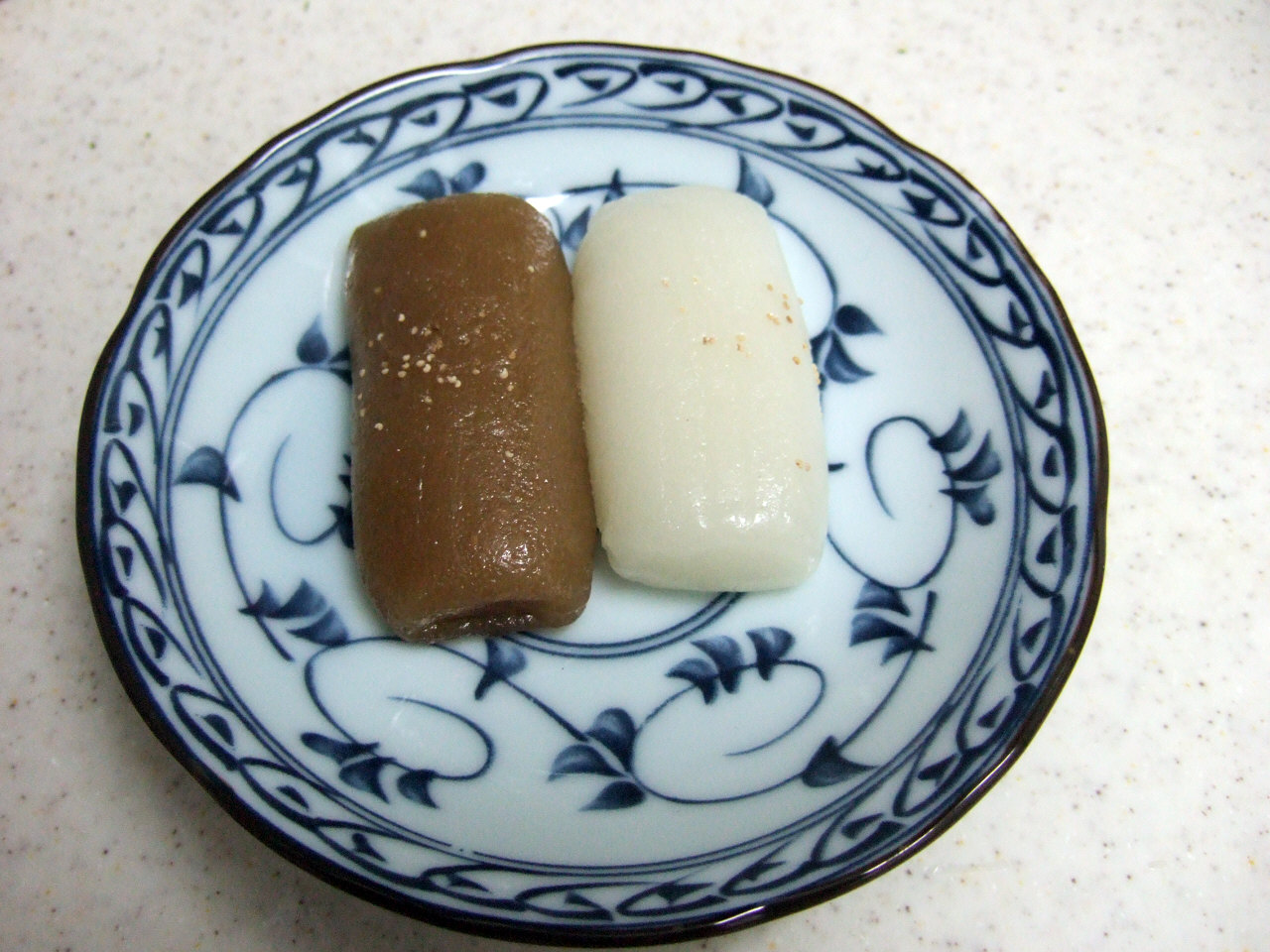
牛蒡餅
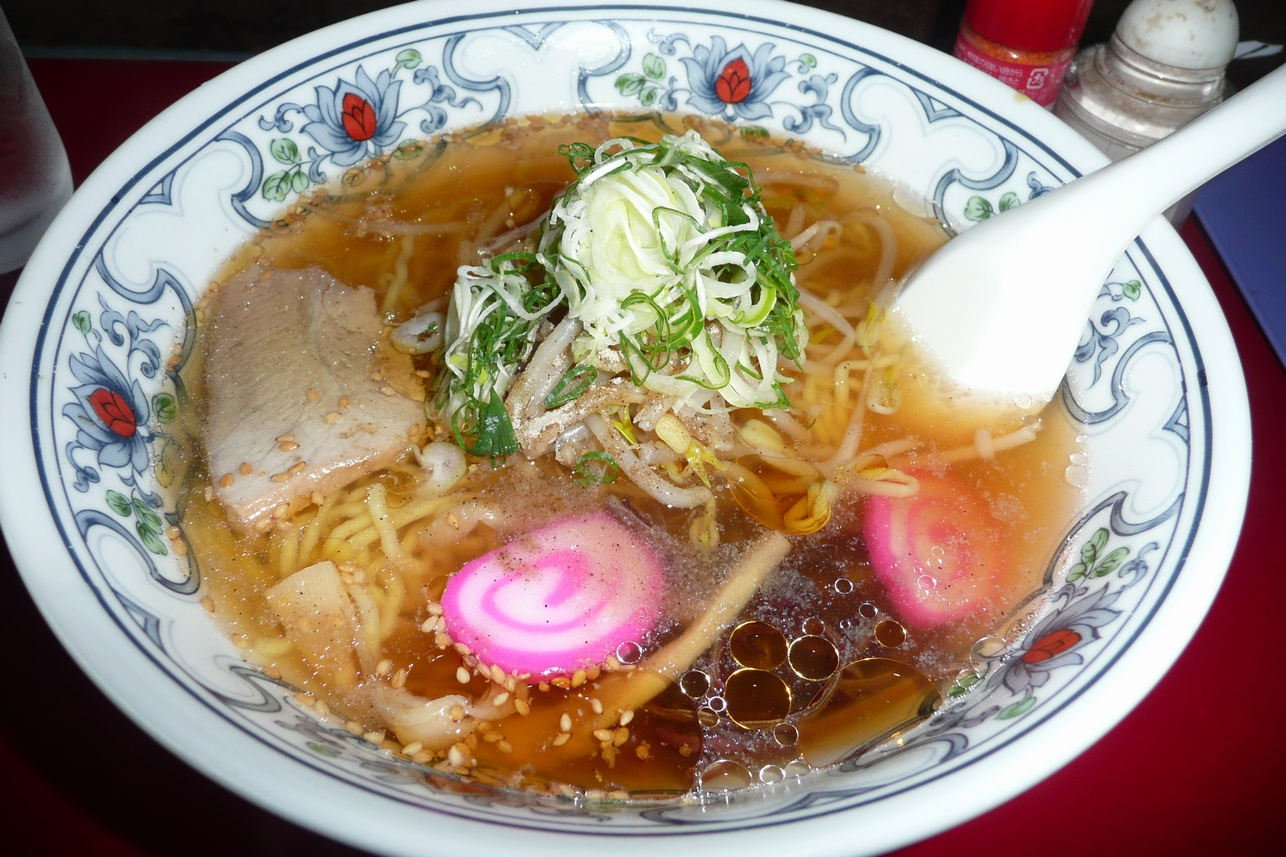
あごだしラーメン

## 金融
- 十八親和銀行（4店舗）- 平戸支店、平戸中央支店、田平支店、生月支店
- 長崎県民信用組合（1店舗）- 平戸支店
- ながさき西海農業協同組合（JAバンク）（4店）- 平戸支店、平戸中南部支店、大島支店、生月支店
- 漁業協同組合（JFマリンバンク）- 平戸市漁協、志々伎漁協、舘浦漁協、生月漁協、九十九島漁協

- 郵便局（ゆうちょ銀行）（24局）

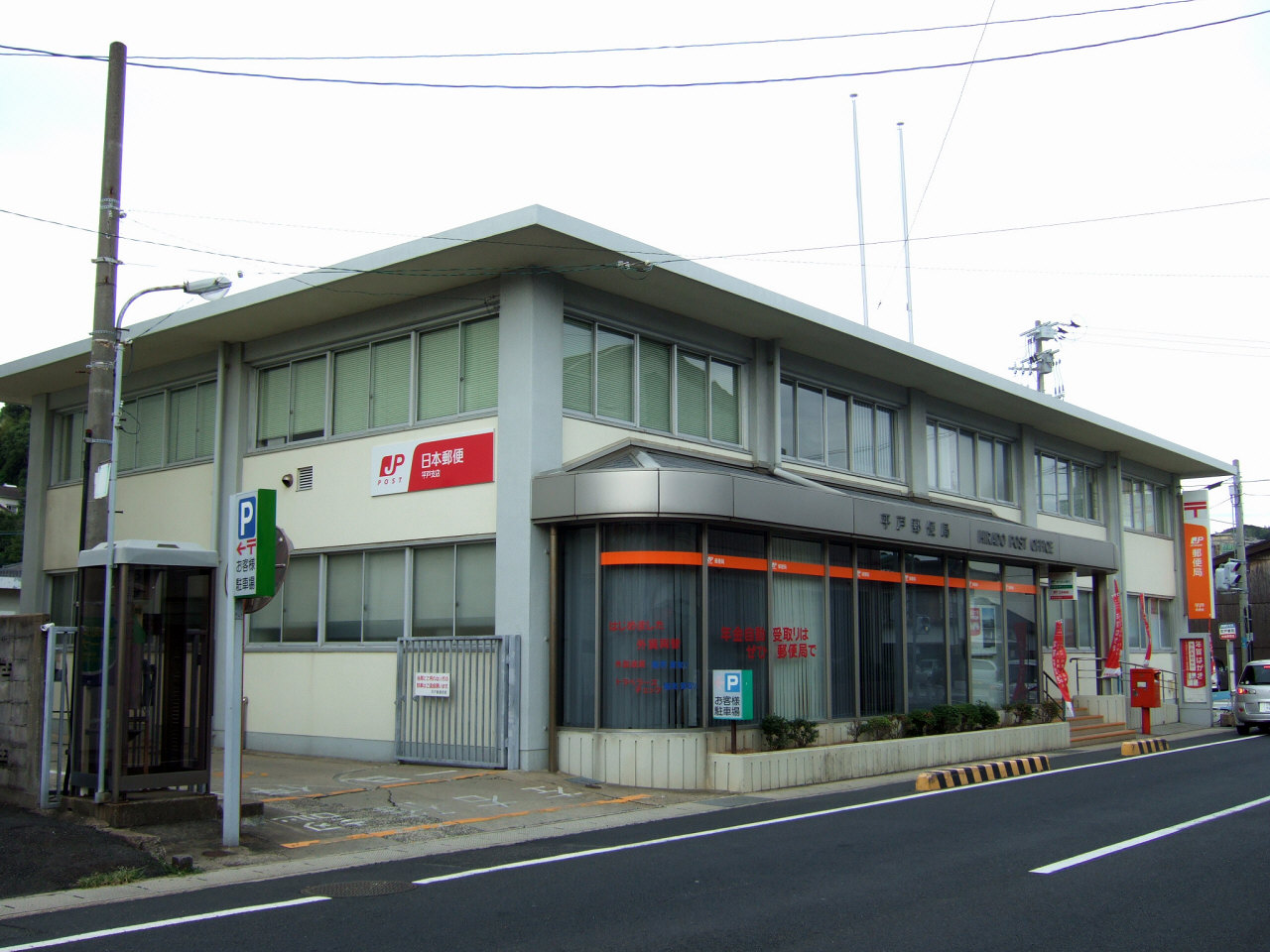
平戸郵便局

  - 集配局 - 窓口業務に加え、集配業務を行う郵便局（6局）
    - 平戸郵便局 - 859-51で始まる地域
    - 紐差郵便局 - 859-53で始まる地域
    - 津吉郵便局 - 859-55で始まる地域
    - 生月郵便局 - 859-57で始まる地域（生月島）
    - 大島郵便局 - 859-58で始まる地域（的山大島）
    - 田平郵便局 - 859-48で始まる地域（旧田平町）

  - 無集配局（9局）
    - 東田平郵便局、田助郵便局、川内郵便局、根獅子郵便局、中津良郵便局、前津吉郵便局、志々伎郵便局、宮ノ浦郵便局、舘浦郵便局

  - 簡易郵便局（9局）
    - 馬ノ元簡易郵便局、薄香簡易郵便局、宝亀簡易郵便局、木ヶ津簡易郵便局、獅子簡易郵便局、堤簡易郵便局、御崎簡易郵便局、度島簡易郵便局、的山（あづち）簡易郵便局

## 教育

### 高等学校
すべて県立。総数3校。（2018年（平成30年）4月現在）。閉校した高等学校（分校）は長崎県高等学校の廃校一覧#平戸市を参考。
- 長崎県立猶興館高等学校（普通科・文理探究科）
- 長崎県立平戸高等学校（総合学科）
- 長崎県立北松農業高等学校（生物生産科・食品流通科・生活科学科）

### 中学校
すべて市立。総数8校（2021年（令和3年）4月現在）。統廃合・休校になった中学校は長崎県中学校の廃校一覧#平戸市を参考。
- 平戸中学校
- 中野中学校
- 中部中学校
- 南部中学校
- 田平中学校
- 生月中学校
- 度島中学校
- 大島中学校

### 小学校
すべて市立。総数15校（2018年（平成30年）4月現在）。統廃合・休校になった小学校は長崎県小学校の廃校一覧#平戸市を参考。
- 平戸小学校
- 田助小学校
- 中野小学校
- 紐差小学校
- 根獅子小学校
- 津吉小学校
- 志々伎小学校
- 野子小学校
- 田平北小学校
- 田平東小学校
- 田平南小学校
- 生月小学校
- 山田小学校（2026年3月閉校予定）
- 度島小学校
- 大島小学校

### 幼稚園
市立
- 平戸幼稚園（2020年3月末で閉園）

私立
- 山田幼稚園（生月町）
- やよい幼稚園（田平町）

### 保育所
市立
- 生月保育所
- 山田保育所
- 大島保育所

私立
- 光の園保育園
- 愛の園保育所
- 潮香保育園
- みのり保育園
- めばえ保育園
- 若葉保育園
- 花園保育園
- 平戸口社会館保育所
- 宝亀保育園　(閉園)
- 中野愛児園
- 東和愛児園
- 獅子保育園
- 堤保育園
- 小鳩保育園
- 中津良保育所
- 津吉保育所
- 早福保育所
- 木ヶ津町へき地保育所　(閉所)
- 根獅子町へき地保育所　(閉所)
- 志々伎町へき地保育所
- 野子町へき地保育所
- 度島町へき地保育所

### 図書館
- 平戸図書館 - 2015年（平成27年）8月1日に岩の上町の「平戸市未来創造館・COLAS（コラス）平戸」内に新館が開館[5]。
- 永田記念図書館

### 文化施設
- 島の館
- 民俗資料館
- 大島ふるさと資料館
- たびら昆虫自然園

## 交通

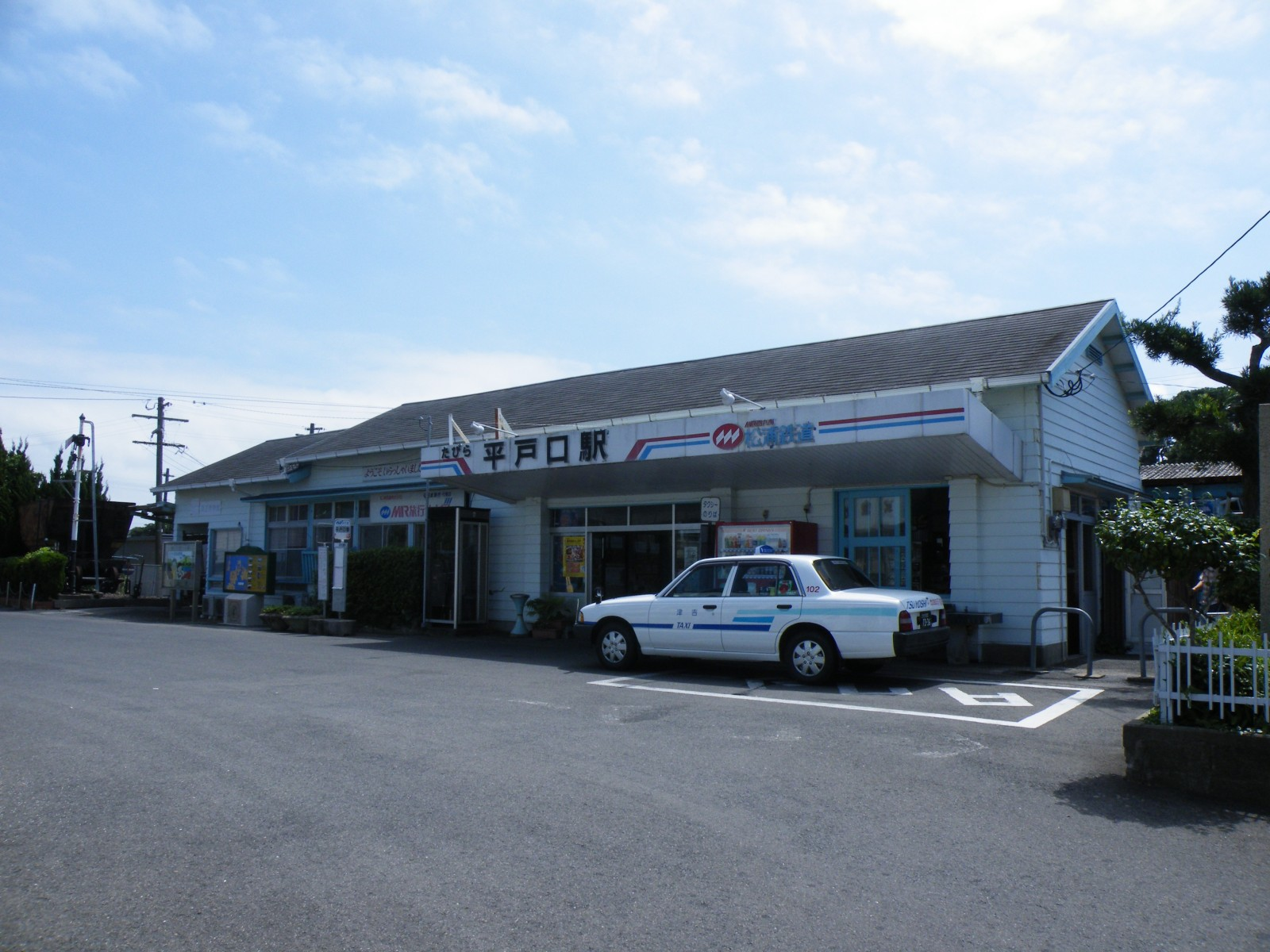
たびら平戸口駅

### 航空
- 最寄り空港は長崎空港。少し遠いが、便数の多い福岡空港を利用する市民も多い。

### 鉄道
- 松浦鉄道西九州線
  - 東田平駅 - 中田平駅 - たびら平戸口駅 - 西田平駅

いずれも旧田平町域（本土側）にある駅である。

### 道路

#### 高速道路
- なし。最寄りインターチェンジは西九州自動車道佐々インターチェンジ。平戸インターチェンジが建設中であるが、これも名称となった平戸市内ではなく佐世保市内に建設される。

#### 一般国道
- 国道204号
  - 道の駅：昆虫の里たびら
- 国道383号
  - 平戸大橋有料道路（2010年4月1日より無料開放）

#### 主要地方道
- 長崎県道19号平戸田平線
- 長崎県道42号平戸生月線
  - 生月大橋有料道路（2010年4月1日より無料開放）
  - 道の駅：生月大橋
- 長崎県道60号獅子津吉線

#### 一般県道
- 長崎県道152号田平港線
- 長崎県道153号田ノ浦平戸港線
- 長崎県道159号大根坂的山線
- 長崎県道200号薄香港線
- 長崎県道221号以善田平港線
- 長崎県道230号北松公園平戸口線
- 長崎県道258号平戸江迎線

### バス路線
- 西肥自動車 - 平戸市内の平戸島内路線や旧田平町内など市内各地に路線がある。平戸桟橋を渡り平戸市中心部と近隣市町村を結ぶ路線も運行しており、佐世保市と平戸市を佐々町経由で結ぶ「半急」や、松浦市と平戸市を結ぶ路線がある。
- 生月自動車 - 平戸市中心部と生月島を結ぶ路線と、生月島内の路線を運行する。
- 平戸ふれあいバス - 平戸島内中・南部の路線を運行するコミュニティバス。かつては平戸バス（YOKARO）が運行していたが運行会社の経営不振により2014年11月8日から休止し、それ以後は平戸市による自家用有償旅客運送となっている。
- 大島産業 - 的山大島島内を運行する路線バス。
- さつき観光 - 平戸市中心部・田平地域と唐津市・福岡市を結ぶ高速バスを運行する。

### 船舶
- 平戸島（平戸港） - 的山大島（神浦・的山）：平戸市営
- 平戸島（平戸港） - 度島：竹山運輸
- 平戸島（前津吉港） - 佐世保市（相浦・佐世保）：津吉商船

かつては平戸口・平戸・薄香 - 的山間に美咲海送の航路があった。また、野母商船の博多（福岡市） - 福江（五島市）航路が上り便のみ舘浦港（生月島）に寄港していたが、2007年以降は通過している。

## 名所・旧跡・観光スポット・祭事・催事

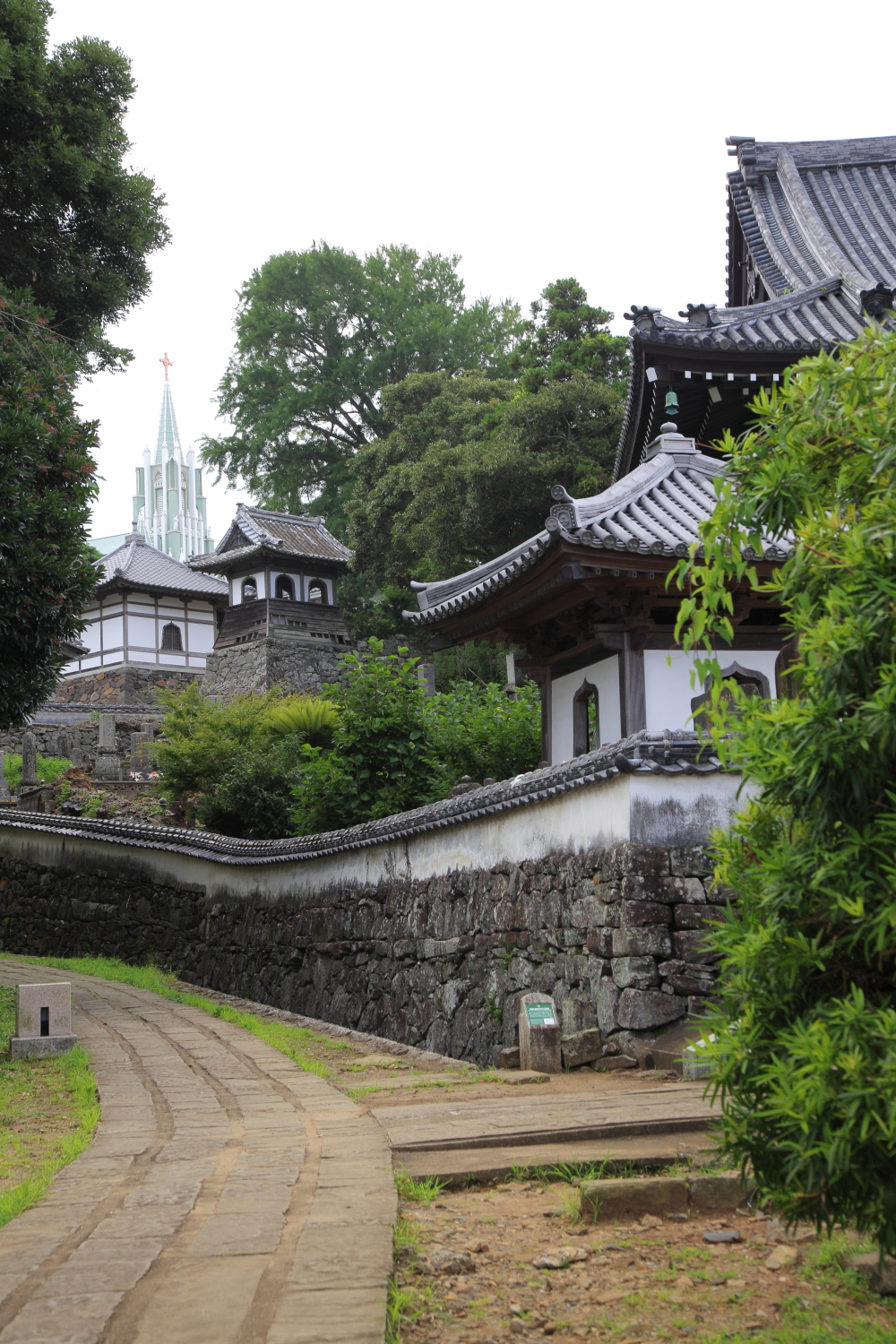
寺院と教会の見える風景（2014年（平成26年）7月）

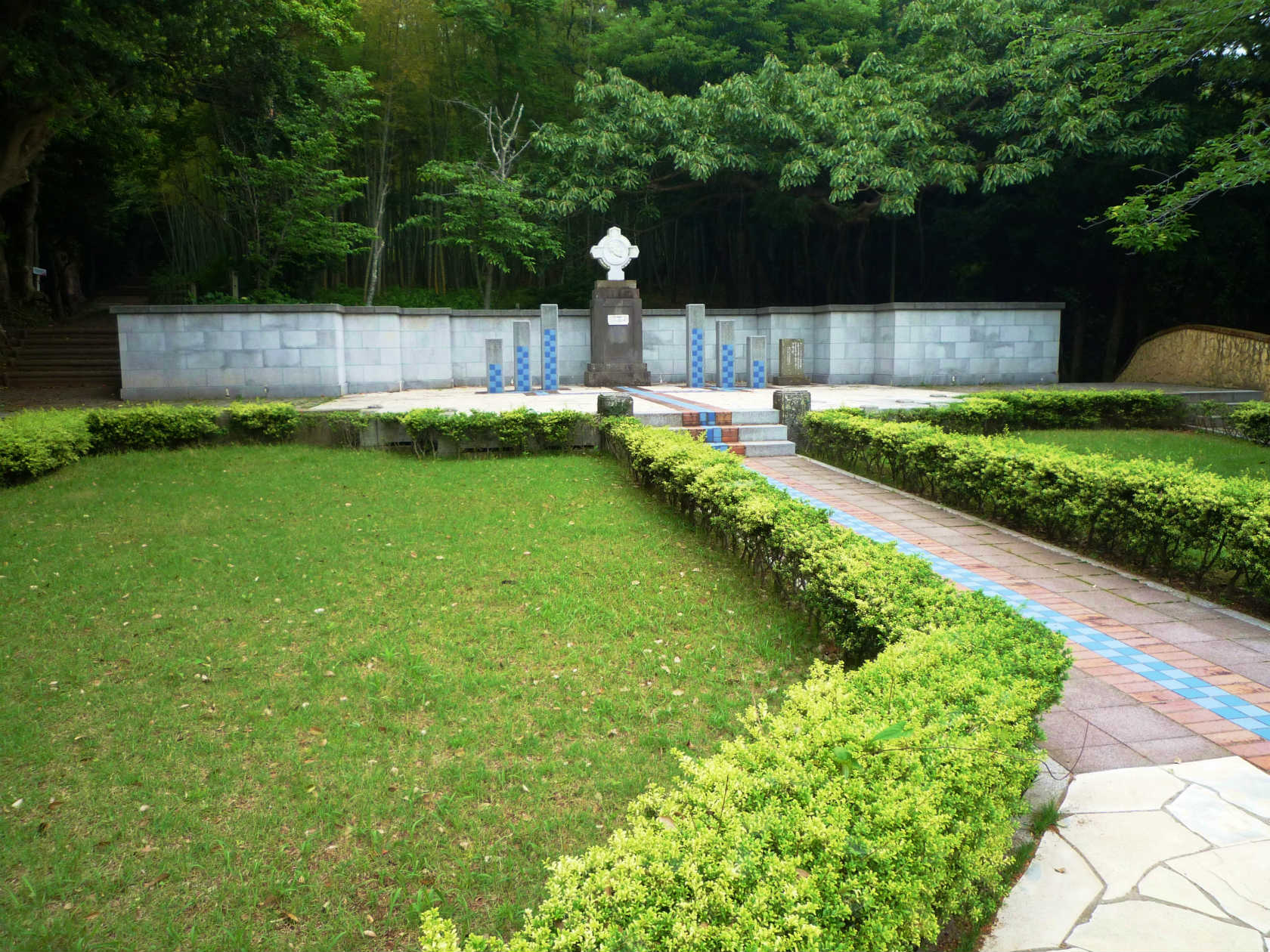
崎方公園 - ザビエル記念碑広場

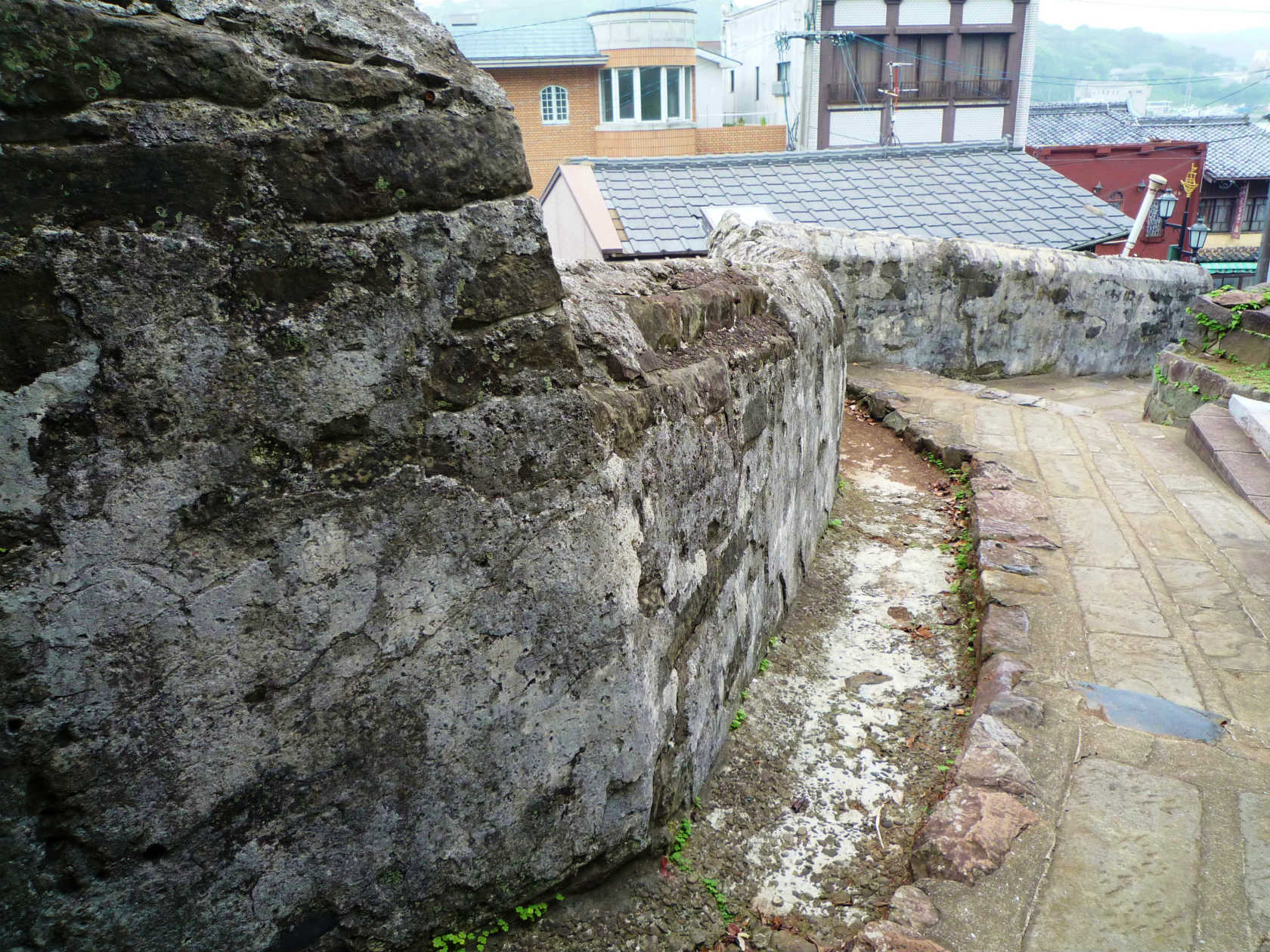
オランダ塀

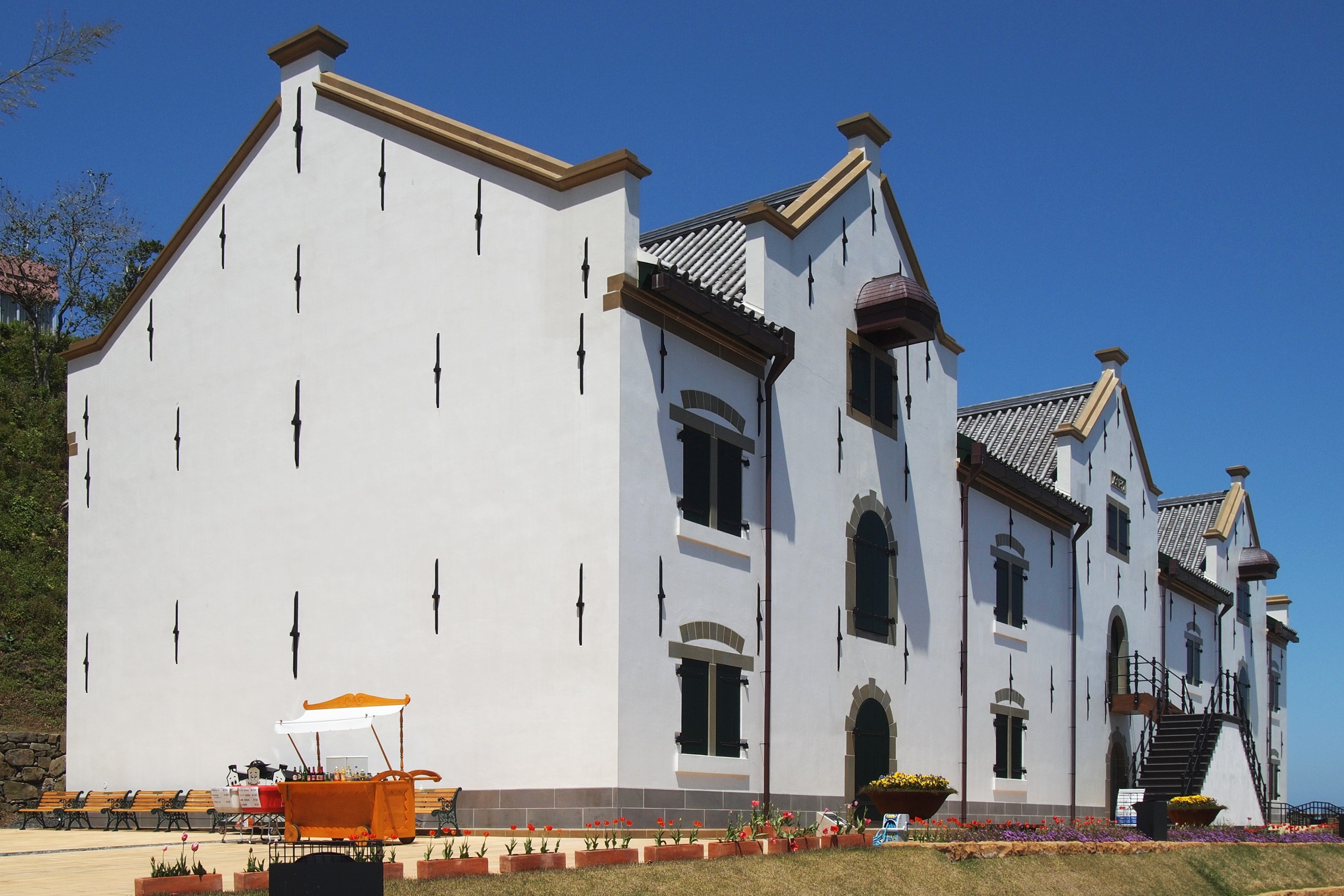
平戸オランダ商館

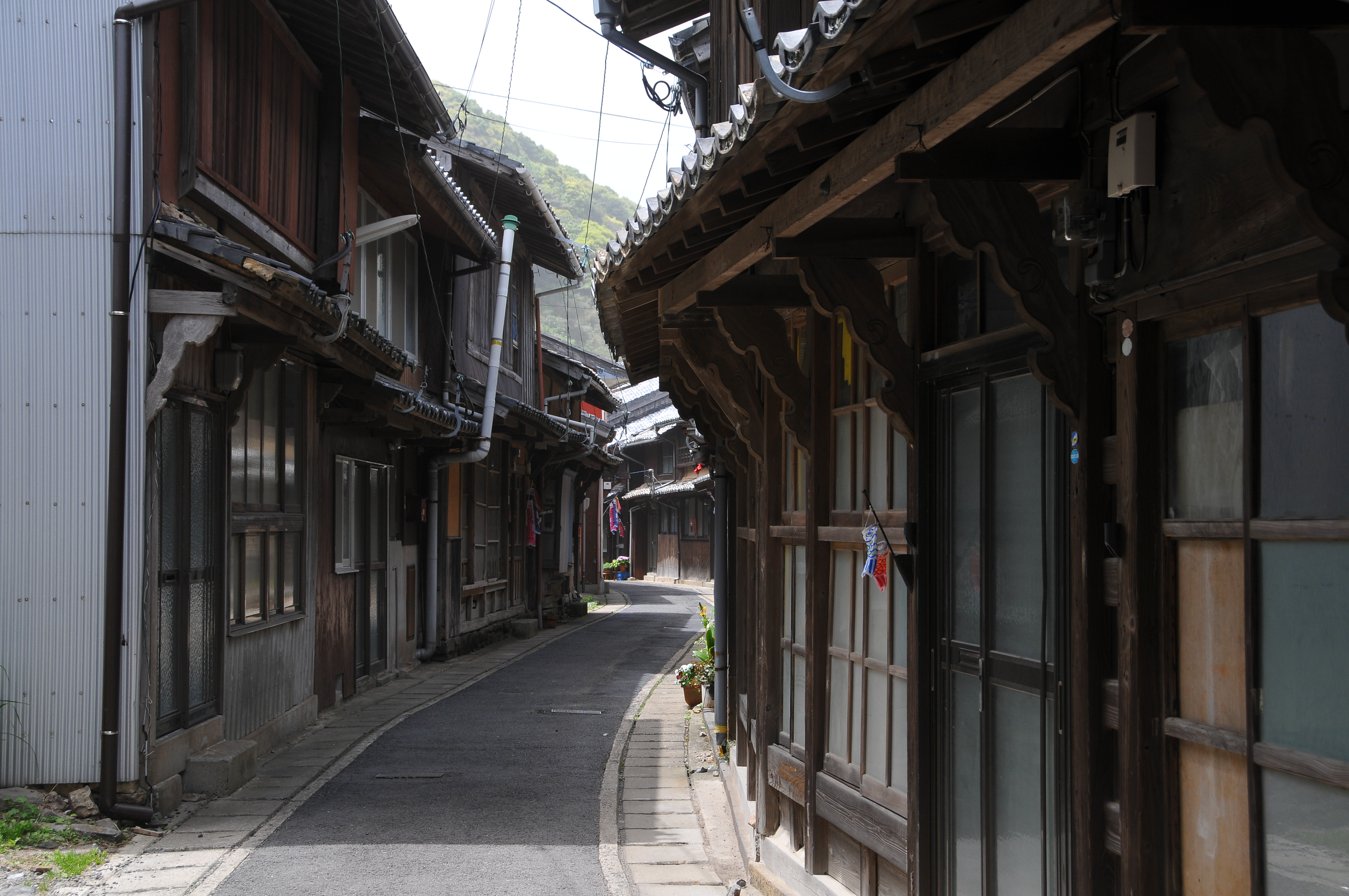
大島村神浦

### 名所・旧跡・観光スポット
- 平戸城（亀岡城）
- 松浦史料博物館
- 最教寺 - 霊宝館、三重塔
- 平戸ザビエル記念教会
- 寺院と教会の見える風景 - ザビエル記念教会・光明寺・瑞雲寺の3つの寺院が重なる。
- 幸橋（オランダ橋）
- オランダ塀 - オランダ商館の塀の一部が残る民家の前から、山手に登る石段の坂道に沿っている石塀。
- 平戸オランダ商館 - オランダ商館を参照。
- 崎方公園 - ザビエル記念碑広場、三浦按針の墓（夫婦塚）
- カトリック宝亀教会
- カトリック紐差教会
- 平戸市切支丹資料館
- 田平公園
- 里田原歴史民俗資料館
- たびら昆虫自然園
- 田平天主堂（カトリック田平教会、瀬戸山天主堂）
- 大島村神浦（重要伝統的建造物群保存地区、的山大島）
- 生月町博物館「島の館」
- 塩俵断崖（生月島）
- 大バエ灯台（生月島）
- 千光寺 - 栄西禅師ゆかりの寺
- 宮ノ浦漁港 - 本土と橋で結ばれた日本最西端の港とされる。
- 平戸温泉

### 祭事・催事
- 子泣き相撲（2月3日）：最教寺
- 平戸温泉・城下ひな祭り（2月15日～4月3日）
- 平戸海道渡海人祭（5月上旬）
- 平戸南風夜風人まつり（夏の陣：8月上旬、秋の陣：9月中旬）
- たびら夏まつり（8月17日）

## 平戸市出身の有名人
あ
- 生月鯨太左エ門（江戸期の大相撲力士、伝説の巨漢力士として知られる）※旧生月町 (1827～1850)
- 稲垣満次郎（外交官）(1861～1908)
- 沖偵介（諜報活動家）(1874～1904)
- 尾崎亀重（元プロ野球選手、隆乃若勇紀の父）※旧生月町
- 隆乃若勇紀（タレント・元大相撲力士）※旧生月町

か
- 金子岩三（政治家、元農水相）※旧生月町 (1907～1986)
- 金子原二郎（元衆議院議員、前長崎県知事）※旧生月町
- カミタミカ（歌手）※旧田平町
- 川上光正（ヨーガ指導者）
- 栗林慧（昆虫写真家）※旧田平町
- 黒崎義介（日本画家、童画家、絵本画家）(1905～1984)

さ
- 作江伊之助（爆弾三勇士あるいは肉弾三勇士のひとり）(1910～1932)

た
- 髙田明（ジャパネットたかた創業者）
- 高田誠一(ブラックキャッツ、ボーカル)(1960～2004)
- 竹中勝男（同志社大学教授、参議院議員）(1898～1959)
- 田中森一（弁護士、元検察官）(1943～2014)
- 塚本拓海（プロレスラー、大日本プロレス所属）
- 鄭成功（中国明の軍人、平戸生まれ）(1624～1662)
- 鄭審一 （鄭成功の実弟田川次郎左衛門（のち七左衛門）11世孫）

な
- 永田菊四郎（法学博士・日本大学第5代総長、名誉総長）(1895～1969)
- 中村精七郎（山九創業者・博多港を築く[14]）

は
- 平戸海雄貴（大相撲力士）
- 藤浦洸（作詞家、詩人）(1898～1979)
- 藤島新（歌手）
- 古川俊一（筑波大学教授、行政学者）(1948～2006)

ま
- 前川和也（元サッカー選手）

や
- 安河内程子 (フリーアナウンサー)
- 柳本柳作（海軍大佐、空母「蒼龍」艦長）(1894～1942)
- 山西由之（TBS社長、日本民間放送連盟会長）（1922年 - 1986年）

## ローカルヒーロー
平戸防衛戦隊ひらどしマン。現在活動休止中。2000年に町おこしの一環として結成された。あごレッド、鬼ようちょうブルー、かまぼこイエロー、ごぼうもちグリーン、平戸牛ピンク、オランダトリコロールの6人のヒーローからなる。宿敵イジメンガーと闘い日夜平戸の平和を守り続けているという。その活動は平戸だけにとどまらず、長崎県内各地のイベントをはじめ、時には県外でも活動していた。